# Exocentrus spineus
Exocentrus spineus är en skalbaggsart som beskrevs av Holzschuh 2007. Exocentrus spineus ingår i släktet Exocentrus och familjen långhorningar. Inga underarter finns listade i Catalogue of Life.